# Дикинсон (кратер)
Кратер Дикинсон је ударни метеорски кратер на површини планете Венере. Налази се на координатама 74,6° северно и 177,2° источно (планетоцентрични координатни систем +Е 0-360) и са пречником од 67,5 км један је од већих кратера на овој планети.
Кратер је име добио у част америчке песникиње Емили Дикинсон (1830—1886), а име кратера је 1985. усвојила Међународна астрономска унија.
На радарском снимку издвајају се светлија подручја која у виду прстена окружују нешто нижа и тамнија подручја. Избачени материјал окружујуе кратер са три стране, а недостатак избаченог материјала са западне стране кратера имплицира правац метеорског удара са те стране.